# Вёрс (ручей)
Вёрс (нидерл. Veurs) — ручей в Бельгии, правый приток реки Вур, в свою очередь являющуюся притоком Мааса. Средний расход воды — 0,073 м³/с. Площадь водосборного бассейна — 9,23 км²
Название ручья образовано с помощью суффикса -isa от названия реки Вур (нидерл. Voer, диал. Vör).
На Вёрсе лежит одноимённая деревня, входящая в состав Синт-Мартенс-Вурена.

## Экологическое состояние
Из-за строительства железнодорожного туннеля в начале XX века верховья Вёрса обмелели. Более того, экологическое состояние Вёрса в 1992—1993 годах считалось проблематичным из-за большого количества ила. Однако уже в 1994 ближе к устью исследователи наблюдали гаммарусов, ручьевую форель, подкаменщика и трёхиглую колюшку. В 2005 Бервутс и др. наблюдали обыкновенного пескаря и обыкновенного подкаменщика. Другая группа исследователей наблюдала только ручьевую форель: в 2005 были выловлены три экземпляра, в 2010 — десять.